# امبلستون
امبلستون (به انگلیسی: Ambleston) یک منطقهٔ مسکونی در بریتانیا است که در پمبروکشر واقع شده‌است. امبلستون ۳۸۲ نفر جمعیت دارد.